# Nils Borggrén
Nils Borggrén, född 2 februari 1824 i Allerum, död 11 november 1900 i Örtofta, var en svensk konstnär och konstpedagog. Borggrén var under ett trettiotal år lärare i dekorationsmålning vid Tekniska aftonskolan och söndagsskolan i Malmö. Han är begravd på Gamla kyrkogården i Malmö.